# فرودگاه لا ماکارنا
فرودگاه لا ماکارنا (به اسپانیایی: La Macarena Aeroport) یک فرودگاه همگانی با کد یاتا LMC است که یک باند فرود آسفالت دارد. این فرودگاه در کشور کلمبیا قرار دارد .